# عبد الرحمان بن بوزيد
عبد الرحمن بن بوزيد طبيب وبروفيسور جزائري، عينه الرئيس عبد المجيد تبون وزيرًا للصحة والسكان وإصلاح المستشفيات بحكومة عبد العزيز جراد بتاريخ 2 يناير 2020.

## نشأته ودراسته

### نشأته
ولد عبد الرحمان بن بوزيد بتاريخ 1 يونيو 1950 بمدينة أولاد جلال ولاية بسكرة.

### دراسته
حاصل على عدة شهادات منها:
- دكتوراه في الطب سنة 1977.

## المناصب التي تولاها
تولى عبد الرحمان بن بوزيد عدة مناصب منها:
- وزيرا للصحة والسكان وإصلاح المستشفيات (2 يناير 2020).
- أستاذ في طب العظام سنة 1994.